# Miguel Rodríguez (homme politique)
Pour les articles homonymes, voir Miguel Rodríguez et Rodríguez.
Miguel Rodríguez, de son nom complet Miguel Tadeo Leonardo Rodríguez est un professeur, ingénieur et homme politique vénézuélien. Il a été ministre vénézuélien de l'Environnement entre 2013 et 2014. Il est l'actuel gouverneur de l'État d'Amazonas depuis le 18 octobre 2017.

## Biographie
Miguel Rodríguez est vice-ministre de la Conservation environnementale en 2006 et professeur au département de sciences appliquées et sciences humaines de à l'Escuela Básica de Ingeniería de l'université des Andes. Il a également été président de la société PDVSA Gas Comunal.
Le 19 août 2013, il est nommé ministre de l'Environnement du Venezuela par décret n° 388 paru à la Gaceta n° 40.321 par le président Nicolás Maduro en remplacement de Dante Rivas qui se présente aux élections locales d'alcalde à Porlamar dans l'État de Nueva Esparta.
Aux élections régionale de novembre 2021, il est réélu gouverneur de l'État d'Amazonas avec 40.16 % des voix.